# Tarnowski
Tarnowski là một huyện thuộc tỉnh Małopolskie của Ba Lan. Huyện có diện tích 1412 km². Đến ngày 1 tháng 1 năm 2011, dân số của huyện là 196810 người và mật độ 139 người/km².